# Ivan Vasiljevič Panfilov
Ivan Vasiljevič Panfilov (rusky Иван Васильевич Панфилов; 20. prosince 1892jul./1. ledna 1893greg. Petrovsk – 19. listopadu 1941 u Volokolamsku) byl sovětský voják. Generálmajor Panfilov obdržel 12. dubna 1942 posmrtně titul Hrdina Sovětského svazu.

## Vojenská kariéra
V roce 1915 byl odveden do carské armády a odeslán na rusko-německou frontu. V roce 1918 dobrovolně vstoupil do Rudé armády a bojoval občanské válce.
Po skončení občanské války vystudoval dvouletou pěchotní školu v Kyjevě, poté byl přidělen do Středoasijského vojenského okruhu, kde bojoval proti basmačům. V roce 1920 byl přijat do VKS(b), od roku 1938 byl vojenským komisařem Kyrgyzské SSR.
Ve Velké vlastenecké válce velel 316. střelecké divizi (od 17. listopadu 1941 8. gardová), která se proslavila v těžkých ústupových bojích na Volokolamském přístupu k Moskvě. Divize byla zformována z odvedenců z Alma-Aty a z Frunze.

## Taktika
Generál Panfilov věřil, že bitvy na koni s vytaseným mečem jsou minulostí. Proto v průběhu formování 316. pěší divize na cvičištích pod Talgarem, organizoval výcvik pro překonání tankobojazni, kdy na postavení čerstvých rekrutů najížděly traktory. Do vojenských příruček byl zaveden nový pojem Panfilovova smyčka. Jednotka zaujala jednotlivé důležité body a s útokem na nepřítele nespěchala. Při obraně Moskvy uplatnil systém do hloubky členěné protitankové obrany a mobilních jednotek. Podle ústních svědectví, v říjnu 1941, kdy bojoval u Volokolamsku, organizoval nájezdy do týlu nepřítele, „aby si vojáci osvojili pocit, že nepřítel je jen člověk, kterého je možné porazit“.

## Rodina a osobní život
Podle vzpomínek generálovy vnučky Ajgul Vajkadamovové byl Panfilov veselým, náročným a dobrým člověkem, tak jsem si ho zapamatovala z vyprávění mé matky Valentiny Ivanovny. Chtěl se věnovat rodině, ačkoli volného času měl málo. Vždyť měl s Marií Ivanovnou pět dětí... vedli vojenský kočovný život. Po roce 1923, kdy dokončil školu rudých velitelů v Kyjevě, je vojenská služba nadlouho přivedla do Střední Asie. Když říkal své ženě o stěhování, jen se zeptala kdy? A začala balit věci do velkých překližkových beden, které měli namísto kufrů a nábytku.
Žena Marie Ivanovna (narozená v lednu 1903) se věnovala veřejné službě, v roce 1936 se zúčastnila Všesvazového setkání manželek velitelů Rudé armády. Zachovaly se fotografie na kterých stojí s celou delegací vedle Stalina a Vorošilova. V roce 1939, když se manžel stal vojenským komisařem ve Frunze, Marie Ivanovna předsedala Sverdlovskému rajónnímu sovětu. Byla vyznamenána Řádem cti. Po smrti muže ji ranila mrtvice, ale postižení dokázala překonat. Ve válečných letech žila ve Frunze a když se generál spolu s jeho 28 vojáky stal hrdinou Sovětského svazu, obdaroval ji „všesvazový správce“ Michail Kalinin bytem v Moskvě a chatou v Bolševě. Do Moskvy se odstěhovala s celou rodinou.

## Památka
Generál Panfilov je pohřben na Novoděvičím hřbitově v Moskvě.
Na místě, kde padl (ves Guseněvo, rolnická osada Čismenskoje, Volokolamský rajón Moskevské oblasti) byl postaven památník. Památník byl rovněž postaven v Alma-Atě, v parku 28 gardistů-panfilovců. Ve Frunze byl postaven památník podle návrhu z roku 1941. Byl prvním památníkem postaveným hrdinovi Velké vlastenecké války. V Astaně byl památník generálu Panfilovovi a 28 panfilovcům odhalen 9. května 2015.

## Vyznamenání
- Hrdina Sovětského svazu (12. dubna 1942)
- Leninův řád
- třikrát Řád rudého praporu (1921, 1929, 1941)

## Kontroverze
Ředitel ruského státního archivu sociálně-politických dějin Sergej Mironěnko označil legendu Panfilova a jeho 28 gardistů za úmyslně zfalšovanou.
Dne 16. března 2016 zanechal Sergej Mironěnko svůj vzkaz poté, co dosáhl věkové hranice pro úředníky 65 let, a pak se vzdal pozice vedoucího státního archivu. Mironěnko prohlásil, že opustil svou funkce na vlastní žádost, aby se „zaměřit se na vědeckou práci“: „Opravdu myslíte, že bych nebojoval, kdyby to nebylo moje rozhodnutí? ...v otázce mé výpovědi se není čeho obávat.“
Ruský ministr kultury Vladimir Medinskij řekl: „Jsem hluboce přesvědčen, že i kdyby ten příběh byl od začátku do konce smyšlený a Panfilov nikdy neexistoval, tak tuto svatou legendu nesmí nikdo špinit. A lidé, kteří se o to pokoušejí, jsou darebáci.“